# Domnall mac Taidc
Domnall mac Taidc (m. 1115) fue gobernante del Reino de las Islas, Thomond, y quizás Dublín también. Su padre era Tadc, hijo de Toirdelbach Ua Briain, Rey de Munster, lo que hace a Domnall miembro de los Meic Taidc de los Uí Briain. Domnall era hijo de Mór, hija de Echmarcach mac Ragnaill, Rey de Dublín y las Islas, lo que puede haber dado a Domnall argumentos para optar al Reino de las Islas.
En 1094, el tío de Domnall, Muirchertach Ua Briain, Rey Supremo de Irlanda, expulsó a Gofraid Crobán, Rey de Dublín y las Islas de Dublín y puede que le reemplazara con el propio Domnall. Ciertamente en algún momento tras la muerte de Gofraid en 1095, Muirchertach instaló a Domnall como Rey de las Islas. No obstante, fue un reinado breve y Domnall parece haber sido expulsado de las Islas antes de su conquista por el Rey de Noruega.
En 1111, Domnall se hizo con la corona por la fuerza. Es incierto si contó con el apoyo de los Uí Briain en esta aventura. Varios años más tarde, mientras su tío estaba gravemente enfermo, Domnall volvió a actuar en Irlanda. A pesar de que pueda haber abiertamente abandonado las Islas para aprovechar la situación, también pudo haber sido expulsado por sus habitantes. Domnall murió en 1115, aparentemente a manos de Toirdelbach Ua Conchobair, Rey de Connacht. Es posible que le sobrevivieran dos hijos.

## Orígenes

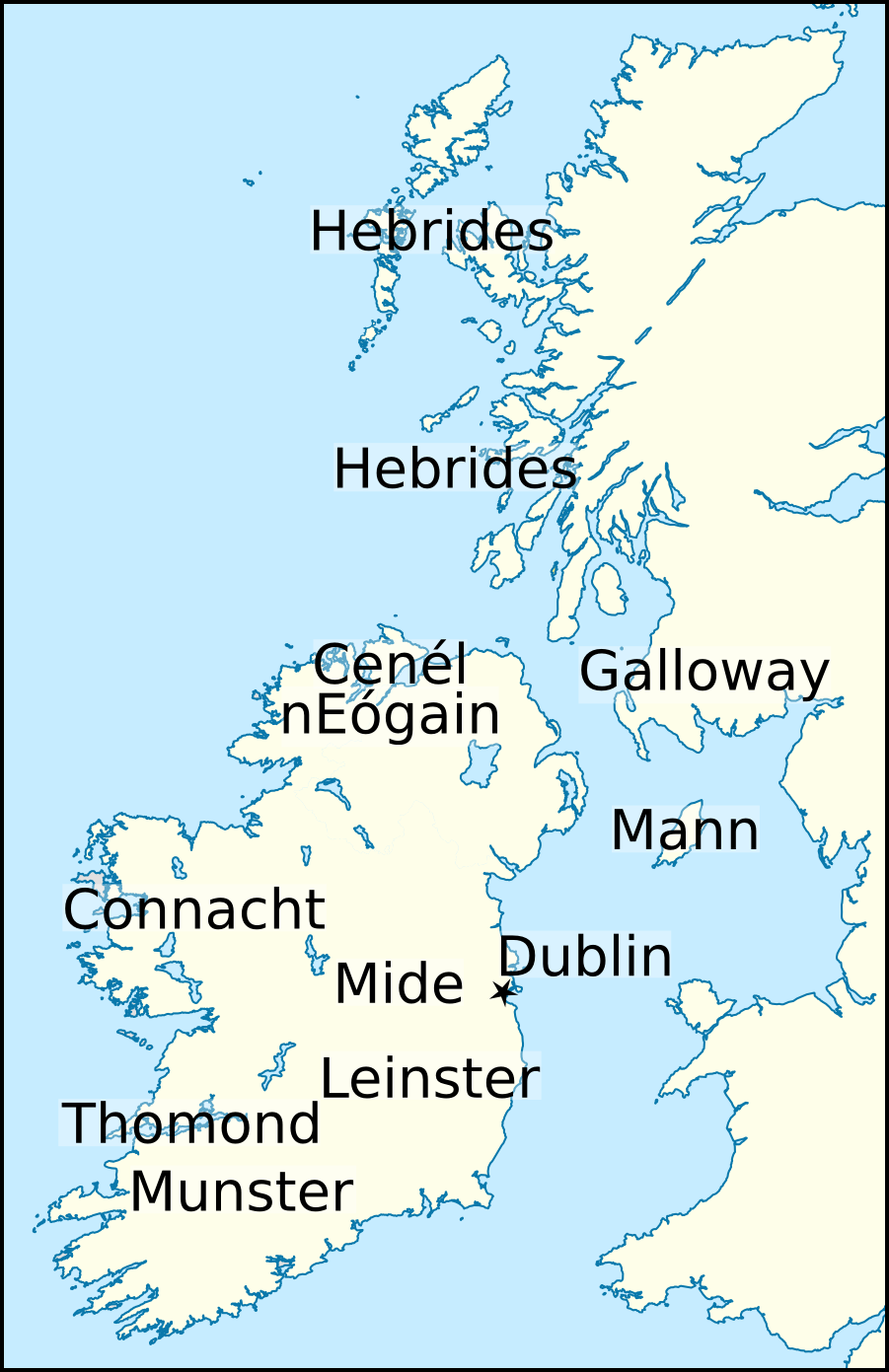
Ubicaciones relacionadas con la vida y época de Domnall.

Domnall era hijo de Tadc (m. 1086), hijo de Toirdelbach Ua Briain, Rey de Munster (m. 1086). Domnall era por tanto miembro del Meic Taidc. Según el Banshenchas, escrito en el siglo XII, el padre de Domnall el padre estaba casado Mór, hija de Echmarcach mac Ragnaill, Rey de Dublín y las Islas (m. 1064/1065). Esta fuente especifica que la pareja tuvo tres hijos y una hija: Amlaíb (m. 1096), Bé Binn, Donnchad (m. 1113), y Domnall.

## Intervención de los Uí Briain en Dublín
Toirdelbach Ua Briain murió en 1086, y el Reino de Munster fue repartido entre sus tres hijos supervivientes: Muirchertach (m. 1119), Diarmait (m. 1118), y Tadc. El último expiró solo un mes después que su padre, después de lo cual Muirchertach expulsó a Diarmait de Munster, haciéndose con el trono. Muirchertach se lanzó a extender su autoridad por toda Irlanda. Durante este periodo, Muirchertach no solo tuvo que enfrentarse con la oposición de su hermano superviviente, sino también con los Meic Taidc, los hijos de su hermano difunto. En 1091, no obstante, los Meic Taidc parecen haber llegado a un acuerdo con Muirchertach—al menos temporal—ya que los Anales de los cuatro Maestros informan que una paz fue acordada entre él y los Meic Taidc, de quienes se dice, por otra parte, que actuaron traicioneramente contra los hombres de Muirchertach. Pese a que Muirchertach parece haber recuperado el control de Dublín en 1090, lo perdió poco después contra Gofraid Crobán, Rey de las Islas (m. 1095), hasta lo derrotó definitivamente en 1094. Puede haber entonces cuando Muirchertach instaló a su hijo, Domnall Gerrlámhach (m. 1135), en el trono. Otra posibilidad es que Muirchertach en cambio nombrara a Domnall.

## La interferencia de Meic Taidc en las Islas
Gofraid murió en las Hébridas un año después de su expulsión. Si esto es evidencia que había sido expulsado de Mann es incierto. Según la Crónica de Mann, Gofraid fue sucedido en las Islas por su hijo Lagmann, que contó con la oposición de sus hermanos menores En algún punto, la crónica afirma que llegaron a Muirchertach peticiones de las Islas para que proporcionara un regente hasta que el hermano de Langmann, Amlaíb mac Gofraid (m. 1153), pudiera asumir el control. Este relato podría ser la prueba de que aproximadamente en 1096, Lagmann y una facción formada alrededor de su hermano más joven se enfrentaron; y que, cuándo esta facción fue incapaz de derrocar a Lagmann solicitaron la ayuda de Muirchertach. Muirchertach era ciertamente un aliado potencial formidable, habiendo recientemente impuso su dominación sobre los reinos de Connacht, Leinster, Mide, y Dublín. Como consecuencia, la cláusula establecida por la crónica—por la que Muirchertach proporcionaría un regente de su propia familia para las Islas—bien pudo haber sido una condición impuesta para su intervención, más que una petición de los propios habitantes de las Islas. En cualquier cosa, la crónica revela que Muirchertach entonces instaló a Domnall en el trono.

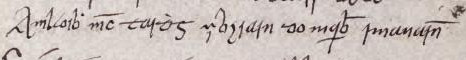
Folio 458v de Academia irlandesa Real MS C iii 3 (Anales de los Cuatro Maestros) respecto de la muerte de Amlaíb, hermano de Domnall, en 1096.

A pesar de que Domnall se había opuesto inicialmente a Muirchertach por la corona de Munster,  poseía fuertes conexiones familiares con las Islas a través de su abuelo Echmarcach. Domnall bien puede haberse convertido en el principal representante varón de la familia de su madre. La unión de los padres de Domnall, bien pudo haberse orquestado en el contexto de extender la autoridad de Uí Briain a las Islas. En 1096, los Anales de los Cuatro Maestros revelan que el hermano de Domnall, Amlaíb, perdió su vida en Mann, aparentemente apoyando a Domnall en las Islas. Esta fuente no solo corrobora la intervención de los Uí Briain en las Islas, sino que sugiere que Domnall y el resto de Meic Taidc afrontó oposición significativa allí, posiblemente por parte de los partidarios de Lagmann. Los crónica atribuye a Domnall un opresivo reinado de tres años que acabó cuando fue expulsado a Irlanda por parte de los isleños.

## Ascendencia noruega

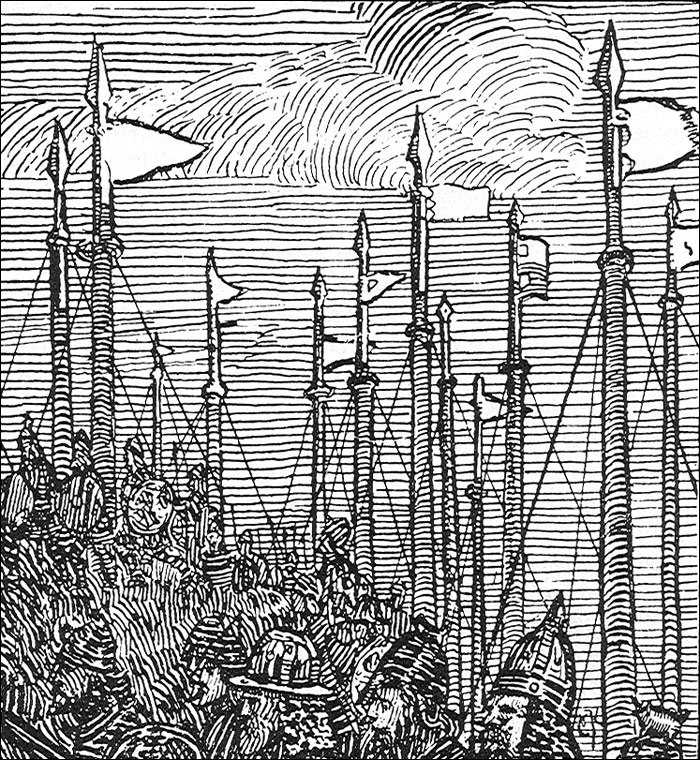
Representación del de las fuerzas de Magnus en Irlanda

La extensión del reino de Domnall es desconocida, y es cuestionable si llegó a disfrutar de algún tipo de autoridad real en las Hébridas, más lejos de Mann. Aproximadamente en 1097, Magnús Óláfsson, Rey de Noruega (m. 1103) envió un delegado llamado a Ingimundr a las Islas para tomar posesión del reino. Después de instalarse en Lewis, Ingimundr fue derrocado y asesinado cuando intentaba usurpar el trono. De hecho, la crónica revela que la guerra civil estalló allí el año siguiente, y el cronista Orderico Vitalis (m. c. 1142) indica que Mann fue devastado. La guerra puede estar relacionada con los enfrentamientos entre los hijos de Gofraid. A pesar de que es posible que fuera Magnús quién de hecho expulsara a Domnall, la crónica no menciona a Domnall, lo que puede ser evidencia de que ya había perdido el control de la isla por entonces.
Ese mismo año, Magnús llegó a las Islas, capturó a Lagmann, y conquistó el reino. Después de invernar en la región, el rey noruego pasó a Escandinavia en el verano, solo para regresar casi cuatro años más tarde, en 1102 o 1103. Una vez restablecido en Mann, Magnús bien pudo haberse hecho con el control de Dublín antes de pactar con Muirchertach, formalizando el pacto a través del matrimonio entre su hijo, Sigurðr (m. 1130), y la hija de Muirchertach, Bjaðmunjo (fl. 1102/1103). El arreglo parece para revelar que Magnús pretendía que Sigurðr gobernara sobre los recientemente conquistados territorios. A pesar de que puede significar el reconocimiento irlandés de la soberanía noruega en las Islas, es también posible que Muirchertach pretendiera ejercer su influencia en la región a través de su yerno. Desafortunadamente para Muirchertach, y sus ambiciones, Magnús fue asesinado Úlster en 1103, tras lo que Sigurðr inmediatamente repudió a su novia y regresó a Noruega. A pesar de que Muirchertach fue capaz de recuperar control de Dublín, y mantener una influencia considerable en las Isles, la muerte de Magnús parece haber dejado un vacío de poder en la región que no sería capaz de llenar.

## Restauración en las Islas; muerte en Irlanda

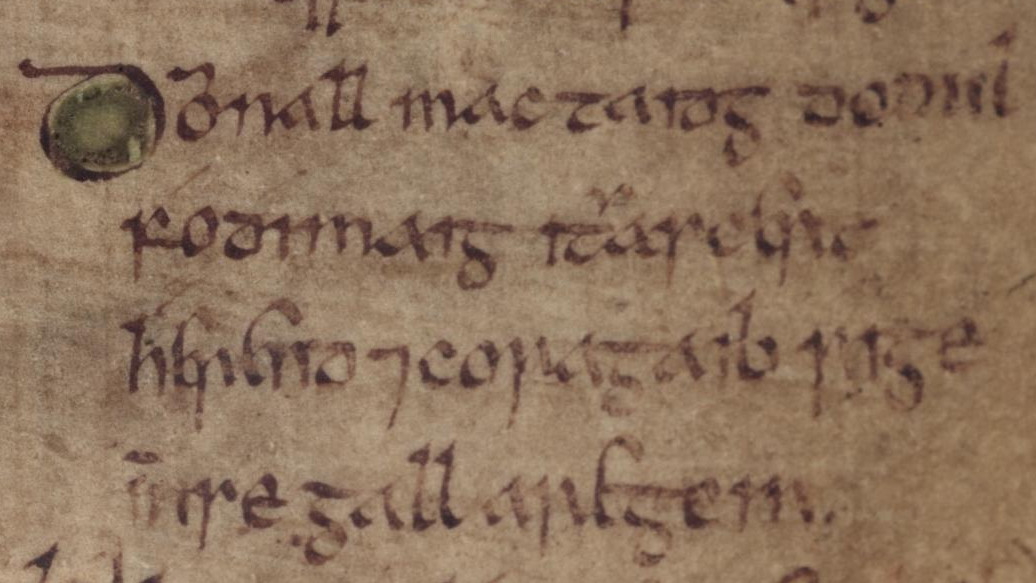
Extracto del folio 33r de Oxford Bodleian Biblioteca MS Rawlinson B 503 (Anales de Inisfallen) sobre la invasión de las Islas por Domnall en 1111.

En 1111, según los Anales de Inisfallen, Domnall mac Taidc tomó el reinado de las Islas por la fuerza. Esta entrada es la única noticia del dominio de Domnall en las Isles preservada en fuentes irlandesas. Esto podría indicar que el relato de la petición de ayuda a Muirchertach está incorrectamente fechado. Aun así, el hecho que la crónica coloque la solicitud en un periodo de reforzamiento del poder de los Uí Briain en la región, antes de la llegada de Magnús a las Islas, y en la época de la muerte de Amlaíb, sugiere que la cronología de la crónica respecto de estos acontecimientos es correcta, y que la recuperación del poder de Domnall en 1111 fue de hecho un regreso.

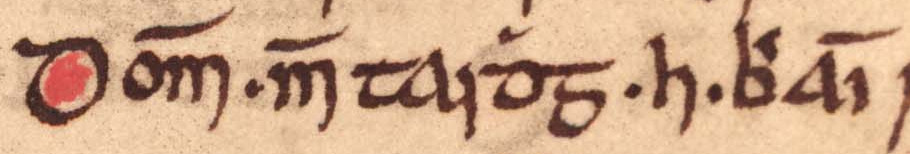
Domnall nombre cuando aparece encima folio 48r de Oxford Bodleian Biblioteca MS Rawlinson B 489 (Anales de Ulster).

Hay incertidumbre acerca de si Domnall contó con el apoyo de los Uí Briain en su aventura. A pesar de que es posible que disfrutara del apoyo del propio Muirchertach, el hecho que los Anales de los Cuatro Maestros declarara que Muirchertach encarcelara a Domnall tres años antes podría ser una prueba de que Domnall habría actuado sin el consentimiento de Muirchertach. La entrada en los anales al respecto revela que Domnall lanzó su campaña desde el norte de Irlanda, y una entrada adicional muestra que Dublín fue ocupado por Muirchertach durante tres meses, el mismo año de la campaña de Domnall. Estos registros parecen indicar que Domnall contó con el apoyo de los enemigos norteños de Muirchertach, y que Muirchertach ocupó la ciudad para oponerse directamente a la campaña de Domnall campaña, evitando cualquier apoyo. De hecho, Domnall bien pudo mantenerse gracias al apoyo de Domnall Mac Lochlainn, Rey de Cenél nEógain (m. 1121), un monarca del norte que no fue solo el principal rival de Muirchertach, sino el representante de una familia con una historia larga de implicación en la región.

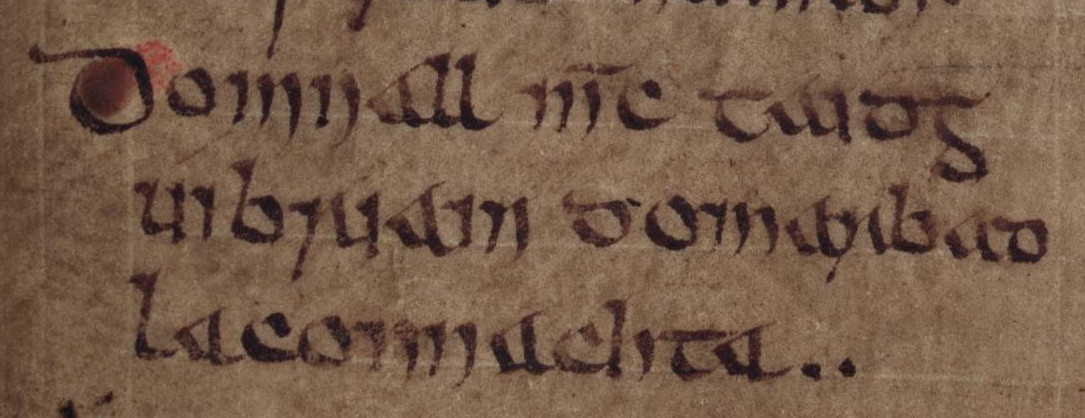
Excerpt De folio 34r de Oxford Bodleian Biblioteca SEÑORA Rawlinson B 503 respecto de Domnall muerte en las manos del Connachta en 1115.

No mucho después de su intrusión en las Islas—quizás en 1113 o 1114—Domnall parece haber sido nuevamente expulsado o haberse retirado a Irlanda en un intento de capitalizar el débil estado de salud de Muirchertach. Este parecería ser el punto en que Amlaíb mac Gofraid comenzó su propio reinado de cuarenta años en las Islas. Amlaíb, que aparentemente pasó una parte considerable de su niñez en la corte de Enrique I de Inglaterra (m. 1135), bien pudo haber contado con la ayuda del rey inglés, precipitando la salida de Domnall. Cualquiera que haya sido la causa del regreso de Domnall a Irlanda, falleció antes que su tío, asesinado por Toirdelbach Ua Conchobair, Rey de Connacht (m. 1156), ya que los Anales de Inisfallen, los Anales de Lough Cé, los Anales de los Cuatro Maestros, los Anales de Tigernach, y los Anales de Ulster, informan de la muerte de Domnall a manos de los Connachta en 1115. De hecho, Toirdelbach Ua Conchobair había invadido Thomond ese mismo año, y los Anales de Tigernach elaboran que había instalado a Domnall como Rey de Thomond. Esta fuente que Domnall se había vuelto contra Toirdelbach Ua Conchobair, que invadió Thomond y eliminó a Domnall.
A pesar de que dos miembros posteriores de los Uí Briain—Conchobar mac Domnaill Uí Briain, Rey de Ormond (cegado en 1128), y Lughaid mac Domnaill Uí Briain (m. 1151)—parecen ser hijos de Domnall Gerrlámhach,  es posible que fueran descendientes del propio Domnall.

## Ascendencia
|  |                                                                    |  |  |  |  |  |  |  |  |  |  |  |  |  |  |  |
|  | 16. Brian Boru (m. 1014)                                           |  |  |  |  |  |  |  |  |  |  |  |  |  |  |  |
|  |                                                                    |  |  |  |  |  |  |  |  |  |  |  |  |  |  |  |
|  |                                                                    |  |  |  |  |  |  |  |  |  |  |  |  |  |  |  |
|  | 8. Tadc mac Briain (died 1023)                                     |  |  |  |  |  |  |  |  |  |  |  |  |  |  |  |
|  |                                                                    |  |  |  |  |  |  |  |  |  |  |  |  |  |  |  |
|  |                                                                    |  |  |  |  |  |  |  |  |  |  |  |  |  |  |  |
|  | 17. Echrad ingen Carlusa                                           |  |  |  |  |  |  |  |  |  |  |  |  |  |  |  |
|  |                                                                    |  |  |  |  |  |  |  |  |  |  |  |  |  |  |  |
|  |                                                                    |  |  |  |  |  |  |  |  |  |  |  |  |  |  |  |
|  | 4. Toirdelbach Ua Briain (m. 1086)                                 |  |  |  |  |  |  |  |  |  |  |  |  |  |  |  |
|  |                                                                    |  |  |  |  |  |  |  |  |  |  |  |  |  |  |  |
|  |                                                                    |  |  |  |  |  |  |  |  |  |  |  |  |  |  |  |
|  | 18. Gilla Brigte Ua Máel Muaid, King of Cenél Fiachach (died 1071) |  |  |  |  |  |  |  |  |  |  |  |  |  |  |  |
|  |                                                                    |  |  |  |  |  |  |  |  |  |  |  |  |  |  |  |
|  |                                                                    |  |  |  |  |  |  |  |  |  |  |  |  |  |  |  |
|  | 9. Mór ingen Gilla Brigte                                          |  |  |  |  |  |  |  |  |  |  |  |  |  |  |  |
|  |                                                                    |  |  |  |  |  |  |  |  |  |  |  |  |  |  |  |
|  |                                                                    |  |  |  |  |  |  |  |  |  |  |  |  |  |  |  |
|  | 2. Tadc mac Toirdelbaig                                            |  |  |  |  |  |  |  |  |  |  |  |  |  |  |  |
|  |                                                                    |  |  |  |  |  |  |  |  |  |  |  |  |  |  |  |
|  |                                                                    |  |  |  |  |  |  |  |  |  |  |  |  |  |  |  |
|  | 20. Gilla Pátraic                                                  |  |  |  |  |  |  |  |  |  |  |  |  |  |  |  |
|  |                                                                    |  |  |  |  |  |  |  |  |  |  |  |  |  |  |  |
|  |                                                                    |  |  |  |  |  |  |  |  |  |  |  |  |  |  |  |
|  | 10. Tadc mac Gilla Pátraic, King of Osraige                        |  |  |  |  |  |  |  |  |  |  |  |  |  |  |  |
|  |                                                                    |  |  |  |  |  |  |  |  |  |  |  |  |  |  |  |
|  |                                                                    |  |  |  |  |  |  |  |  |  |  |  |  |  |  |  |
|  | 5. Derb Forgaill ingen Taidc (m. 1098)                             |  |  |  |  |  |  |  |  |  |  |  |  |  |  |  |
|  |                                                                    |  |  |  |  |  |  |  |  |  |  |  |  |  |  |  |
|  |                                                                    |  |  |  |  |  |  |  |  |  |  |  |  |  |  |  |
|  | 1. Domnall mac Taidc, Rey de los Islas (m. 1115)                   |  |  |  |  |  |  |  |  |  |  |  |  |  |  |  |
|  |                                                                    |  |  |  |  |  |  |  |  |  |  |  |  |  |  |  |
|  |                                                                    |  |  |  |  |  |  |  |  |  |  |  |  |  |  |  |
|  | 12. Ragnall                                                        |  |  |  |  |  |  |  |  |  |  |  |  |  |  |  |
|  |                                                                    |  |  |  |  |  |  |  |  |  |  |  |  |  |  |  |
|  |                                                                    |  |  |  |  |  |  |  |  |  |  |  |  |  |  |  |
|  | 6. Echmarcach mac Ragnaill (m. 1004/1005)                          |  |  |  |  |  |  |  |  |  |  |  |  |  |  |  |
|  |                                                                    |  |  |  |  |  |  |  |  |  |  |  |  |  |  |  |
|  |                                                                    |  |  |  |  |  |  |  |  |  |  |  |  |  |  |  |
|  | 3. Mór ingen Echmarcacha                                           |  |  |  |  |  |  |  |  |  |  |  |  |  |  |  |
|  |                                                                    |  |  |  |  |  |  |  |  |  |  |  |  |  |  |  |
|  |                                                                    |  |  |  |  |  |  |  |  |  |  |  |  |  |  |  |

## Citas
1. 1 2  Candon (2006) pp. 115 fig. 3, 117 fig. 4; Jaski (2005); Duffy (2004a).
2. ↑  Candon (2006) pp. 115 fig. 3, 117 fig. 4; Hudson, B (2005); Bracken (2004b).
3. 1 2  Hudson, B (2005); Bracken (2004b).
4. ↑  Candon (2006) pp. 115 fig. 3, 117 fig. 4.
5. 1 2  Candon (2006) pp. 114, 117 fig. 4; Bracken (2004a).